# Guatlla muntanyenca
La guatlla muntanyenca (Synoicus monorthonyx) és una espècie d'ocell de la família dels fasiànids (Phasianidae) que habita praderies alpines de la serralada de Sudirman, a Nova Guinea central. A estat considerat l'única espècie del gènere Anurophasis.